# Gerhard Utikal
Gerhard Utikal (* 15. April 1912 in Friedrichsgrätz, Oberschlesien; † 5. November 1982 in Remscheid) war deutscher Nationalsozialist, Reichshauptstellenleiter im Amt Rosenberg und als Leiter des Berliner Zentralamts im Einsatzstab Reichsleiter Rosenberg (ERR) maßgeblich am Kunstraub während des Zweiten Weltkriegs beteiligt.

## Leben
Utikal trat 1931 der NSDAP (Mitgliedsnummer 873.117) und 1932 der SA bei. 1935 veröffentlichte Utikal erstmals die antisemitische Schrift „Der jüdische Ritualmord“ mit dem Untertitel „Eine nichtjüdische Klarstellung“, die bis in den Zweiten Weltkrieg hinein in mehrfach veränderten Auflagen erschien. Die 15. Auflage dieses Buches erschien 1941. Darin wird die gegen Ende des 19. Jahrhunderts aufgekommene judenfeindliche „Ritualmordhysterie“ in Deutschland aufgegriffen.
Utikal war seit 1936 Mitarbeiter des Parteiideologen Alfred Rosenberg in dessen Amt Rosenberg. Ab 1937 war er Abteilungsleiter der Reichsstelle zur Förderung des deutschen Schrifttums. Zudem war er Leiter der Hauptstelle „Einsatz“ im „Amt Schrifttumspflege“ unter Hans Hagemeyer.
Während des Zweiten Weltkrieges koordinierte Utikal als Leiter des Berliner Zentralamts im Einsatzstab Reichsleiter Rosenberg (ERR) von August 1940 bis April 1941 den Kunstraub in Frankreich. Ab Anfang April 1941 war Utikal auf Weisung Rosenbergs mit der Leitung aller Einsatzstäbe betraut. Am 20. August 1941 wurde Utikal von Rosenberg zudem zum Stabsführer des ERR für die besetzten Ostgebiete ernannt, worüber Rosenberg den Reichskommissar für das Ostland, Hinrich Lohse, noch am selben Tag informierte. Der offizielle Auftrag für Utikal zur „Sicherstellung“ von Kulturgütern in der Sowjetunion folgte sodann am 3. Oktober 1941. Parallel dazu arbeitete Utikal als Referent im Reichsministerium für die besetzten Ostgebiete in der Kulturabteilung der Hauptabteilung Politik unter Hans-Wilhelm Scheidt. Die Vermengung parteiamtlicher und staatlicher Kompetenzen aufgrund der so entstandenen Personalunion erfuhr im April 1942 mit dem „Erlaß über die Schaffung einer Zentralstelle zur Erfassung und Bergung von Kulturgütern im Osten“ eine weitere Steigerung. Zum Chef dieser Zentralstelle, die eng an die von Georg Leibbrandt geleitete Hauptabteilung Politik angelehnt war, wurde Utikal ausdrücklich in seiner Eigenschaft als Leiter des ERR und nicht als Angehöriger des Ministeriums ernannt, mit folgendem Pflichtenheft: „Die Zentralstelle hat die Gesamtplanung aller Arbeiten, die sich mit der Bergung von Kulturgütern im Osten befassen; sie überwacht die Durchführung. Die Zentralstelle unterstützt diejenigen auf Bergung von Kulturgütern gerichteten Arbeitsvorhaben, die geeignet sind, das deutsche Kriegspotential zu vergrößern, der deutschen Wirtschaft und Forschung zu dienen und die vorhandenen Kulturwerte zu erhalten.“

## Nach Kriegsende
Nach Kriegsende wurde in der Sowjetischen Besatzungszone das Werk Utikals: Der jüdische Ritualmord als Bestandteil der NS-Propaganda 1946 in die Liste der auszusondernden Literatur aufgenommen. Utikal konnte bis 1947 untertauchen. Dann wurde er verhaftet und war im Internierungslager Dachau und in Nürnberg in Haft. Utikal wurde von Robert Kempner Anfang April 1947 im Rahmen der Nürnberger Prozesse vernommen. Im Dezember 1947 wurde Utikal nach Paris überführt. 1950 wurde den Hauptverantwortlichen des Einsatzstabes Reichsleiter Rosenberg für den Kunstraub der Prozess in Paris gemacht – also vor allem Gerhard Utikal, Robert Scholz und Bruno Lohse. Utikals Verfahren wurde abgetrennt.
Utikal wurde im August 1951 aus der Haft entlassen. Danach lebte er in Ebenhausen, Heiligenhaus und Remscheid.